# Val Logsdon Fitch
Val Logsdon Fitch (Merriman, Nebraska, 10. ožujka 1923. – Princeton, New Jersey, 5. veljače 2015.), američki nuklearni fizičar. Doktorirao (1954.) na Sveučilištu Columbia u New Yorku. Profesor fizike na Sveučilištu Princeton (od 1960 do 1980.). Istraživao zračenje atoma u kojima je jedan elektron zamijenjen mionom, što ga je dovelo do preciznog mjerenja promjera atomske jezgre i pojma slabog međudjelovanja. Godine 1980. s J. W. Croninom dobio Nobelovu nagradu za fiziku, za pokus, izveden 1964., u kojem su ustanovili da se K-mezoni raspadaju na dva, a ne na tri π-mezona, to jest za otkriće narušenja temeljnih načela simetrije u raspadu neutralnih K-mezona.

## CP-simetrija
CP-simetrija je simetrija zakona fizike s obzirom na zajedničku promjenu naboja i parnosti odnosno zahtjev da se jednako odvijaju procesi u našem svijetu i svijetu koji bi se dobio od njega uzastopnom primjenom prostornog zrcaljenja (P-transformacijom) i zamjenom čestica antičesticama (C-transformacijom). Odstupanje od te simetrije (CP-narušenost) jedan je od preduvjeta za stvaranje viška materije prema antimateriji u svemiru, a time i preduvjet našega postojanja. CP-narušenost otkrivena je u slabim raspadima K-mezona (James Cronin i Val Logsdon Fitch, 1964.), a u novije doba mjeri se i u raspadima B-mezona.